# Хазарадзе, Мамука
Мамука Хазарадзе (груз. მამუკა ხაზარაძე; род. 29 декабря 1966 года) — грузинский бизнесмен, соучредитель крупнейшего грузинского универсального банкаTBC Bank в 1992 году. В 2019 году он занялся политикой, основав политическое движение Лело для Грузии.
После того, как он объявил о создании Лело, против Хазарадзе и его партнера по бизнесу было возбуждено уголовное дело по обвинению в причастности к отмыванию денег. Это было расценено как атака на политический плюрализм в Грузии.

## Ранняя жизнь и образование
Хазарадзе окончил Грузинский технический университет в 1988 году, а также имеет степень выпускника Гарвардской школы бизнеса, где он учился в 1998-2000 годах. В 2014 году Хазарадзе был удостоен награды EY «Предприниматель года в Грузии» — первая подобная награда для грузинского бизнеса.
В 2010 году он был награждён Президентским орденом «Сияние».

## TBC Bank Group PLC и АО «TBC Bank»
АО TBC Bank завершил IPO на Лондонской фондовой бирже в июне 2014 года, собрав 256 миллионов долларов США и разместив 40% акций Банка. IPO оценило банк в 640 млн долларов США. В 2016 году Банк включил свою холдинговую компанию TBC Bank Group PLC, зарегистрированную в Великобритании, в премиальный сегмент Лондонской фондовой биржи и присоединился к индексу FTSE 250 в 2017 году.

## Другие предприятия и проекты

### Лело для Грузии
В декабре 2019 года Хазарадзе вместе с другими видными грузинскими политиками основал партию Лело для Грузии, которая собирается участвовать в парламентских выборах в Грузии в октябре 2020 года.

### Порт Анаклия
Порт Анаклия — проект по строительству глубоководного порта в Западной Грузии для приёма очень крупных судов — первый в своём роде в регионе. Согласно исследованию, опубликованному Исследовательским отделом НАТО, стратегическое географическое положение Грузии дает огромный потенциал, чтобы выступать в качестве ключевой страны транзита, способствующей большим объёмам международной торговли между Европой и Азией.

### IDS Borjomi International
IDS Borjomi была основана в 1995 году Мамукой Хазарадзе и его деловыми партнерами на основе бренда минеральных вод Borjomi, который был хорошо известен во всем Советском Союзе. IDS Borjomi Georgia экспортирует продукцию в более чем 40 стран мира.

### Американская Академия Гиви Залдастанишвили в Тбилиси (GZAAT)
GZAAT — одна из первых частных школ, предоставляющих грузинским учащимся образование мирового класса, основанная в 2001 году Гиви Залдастанишвили при поддержке Мамуки Хазарадзе и других грузинских предпринимателей. Мамука Хазарадзе в настоящее время входит в попечительский совет GZAAT.

### Шато Мухрани
Шато Мухрани — старинная грузинская винодельня, которая впервые экспортировала грузинские вина 130 лет назад. Современная компания Chateau Mukhrani была основана в 2002 году Мамукой Хазарадзе, Бадри Джапаридзе и их деловыми партнерами.